# Таганрог-Південний
«Таганрог-Південний» — аеропорт міста Таганрог. Пропускна спроможність аеровокзального комплексу — 54 пасажири на годину. Основне призначення — польоти експериментальної авіації (випробувальна база Таганрозького авіаційного науково-технічного комплексу імені Г. М. Берієва, територія якого безпосередньо прилягає до аеродрому). Класифікаційне число ЗПС (PCN) 44/R/B/W/T.
З 24 лютого 2022 аеропорт був закритий у зв'язку з Російським вторгненням в Україну (з 2022) і залишається таким станом на вересень 2023. 

## Пасажирське сполучення
За час існування випробувальної бази Таганрозького авіаційного науково-технічного комплексу ім. Г. М. Берієва неодноразово робилися спроби налагодити регулярні пасажирські авіарейси. 15 грудня 2009 року успішно здійснений регулярний рейс за маршрутом «Таганрог — Москва-Внуково» й зворотно. Незабаром після цього регулярні польоти були тимчасово припинені, відновлено з 17 травня 2010 року. Аеропорт обслуговував один напрямок — рейси Таганрог — Москва (Внуково). Вони відбувалися на літаках ATR 42-300/320 авіакомпанії UTair тричі на тиждень — по понеділках, середах й п'ятницях. 31 жовтня 2011 року всі регулярні рейси з Таганрога скасовані.
«Таганрог-Південний — другий після Ростова-на-Дону цивільний аеропорт у Ростовській області, який може приймати будь-які типи літаків й, зокрема, служити як запасний:, якщо в Ростові сильний туман, і там аеропорт закритий, то рейсовий літак може здійснити посадку у Таганрозі.. 18 лютого 2011 року у літака АТР-42 авіакомпанії «UTair», що здійснював рейс Таганрог — Москва, на півдорозі відмовив один з двох двигунів. В результаті грамотної роботи пілотів рейс було успішно завершено, ніхто не постраждав. У жовтні 2011 року авіалінія була закрита.
З 27 квітня 2012 року на маршрут «Таганрог — Москва» вийшла авіакомпанія «Ямал» на реактивному літаку Bombardier CRJ-200, вміщає 50 пасажирів. Рейси здійснювалися 6 разів на тиждень. З листопада 2012 року авіалінія припинила свою роботу.
З 10 червня 2013 року на маршрут «Таганрог — Москва» вийшла авіакомпанія «Ак Барс Аеро» з літаками типу Bombardier CRJ-200. З 15 січня 2015 року авіалінія припинила свою роботу.
В 2015 році пасажирські перевезення припинені у зв'язку з ремонтом.

## Перспективи розвитку
За повідомленням прессекретар «АК Барс Аеро» Гульназ Мінніханова у 2013 році, перший місяць польотів показав, що рейс затребуваний: завантаження становить 80-90 %. За її словами, авіакомпанія бачить перспективи розвитку роботи в Таганрозі у відкритті нових маршрутів південного напрямку. Зокрема, керівник проєкту з розвитку регіональних перевезень «АК Барс Аеро» Станіслав Козленко вважає можливими рейси з Таганрога в Геленджик й Сочі. 
Керівництвом ВАТ «ТАНТК їм Г. М. Берієва» у 2015 році був ініційований інвестиційний проєкт «Будівництво й модернізація аеродромного комплексу «Таганрог-Південний», що передбачав будівництво аеровокзалу, командно-диспетчерського пункту, митного термінала, реконструкцію готелю й під'їзних автодоріг. Проєкт був частково реалізований: на аеродромі «Таганрог-Південний» встановлено світлосигнальне обладнання злітно-посадкової смуги, що дозволяє здійснювати польоти в темний час доби й у складних метеоумовах.
Заступник губернатора Ростовської області — міністр транспорту Дживан Вартанян визначив аеропорт «Таганрог-Південний», як додатковий для учасників Чемпіонату світу з футболу 2018 року.
У серпні 2017 року Мінпромторг РФ оголосив про пошук підрядній організації для виконання робіт в аеропорту Таганріг-Південний, загальною вартістю 233 млн рублів.